# Mosaic Stadium
Mosaic Stadium är en utomhusarena som ligger i Regina, Saskatchewan i Kanada. Den har en publikkapacitet på 33 350 med möjlighet att expandera kapaciteten till 40 000 åskådare. Mosaic ägs av staden Regina och används primärt av Saskatchewan Roughriders som spelar i Canadian Football League (CFL).
Utomhusarenan uppfördes mellan den 16 juni 2014 och den 1 juli 2017 till en totalkostnad på C$278 miljoner. Den 22 maj 2014 meddelades det att det amerikanska kemiföretaget The Mosaic Company hade förvärvat namnrättigheterna till utomhusarenan fram till 2037. The Mosaic Company hade dock redan ägt namnrättigheterna till Saskatchewan Roughriders förra arena Mosaic Stadium at Taylor Field mellan 2006 och 2016.
Den 1 januari 2019 meddelade den nordamerikanska professionella ishockeyligan National Hockey League (NHL) att man skulle spela 2019 års NHL Heritage Classic på Mosaic trots att ingen ishockeyorganisation tillhörande NHL är baserat i provinsen. De som hade valts till att deltaga i arrangemanget var Calgary Flames och Winnipeg Jets.